# Etsi Nos
Etsi nos è la nona enciclica di papa Leone XIII, pubblicata il 15 febbraio 1882.

## Contenuto
Il Pontefice scrive ai vescovi italiani: sulla necessità di difendere l'opera del Papato nella storia italiana; sull'iniquità delle nuove leggi italiane che offendono e combattono la Chiesa e la Fede; sulle colpe della massoneria.